# فروچیو مازولا
فروچیو مازولا (انگلیسی: Ferruccio Mazzola; ۱ فوریهٔ ۱۹۴۵ – ۷ مهٔ ۲۰۱۳) بازیکن فوتبال اهل ایتالیا بود.
از باشگاه‌هایی که در آن بازی کرده‌است می‌توان به باشگاه فوتبال اینتر میلان، باشگاه ورزشی لاتزیو، باشگاه فوتبال فیورنتینا، و باشگاه فوتبال ونتزیا اشاره کرد.